# 西條八十
西條 八十（さいじょう やそ、新字体：西条、1892年〈明治25年〉1月15日 - 1970年〈昭和45年〉8月12日）は、日本の詩人、作詞家、仏文学者、小説家。早稲田大学文学部文学科元教授であった。
長男の西條八束は陸水学者。長女の三井ふたばこ（西條嫩子）も詩人。孫の西條八兄はエレキギター製作者。
自費出版した処女詩集『砂金』(1919年)が好評を博し、抒情性に富んだ清新な詩風で、象徴詩人としての地位を確立。童謡、歌謡曲の作詞も多く手がけた。作品に詩集『一握の玻璃』(1951年)など。

## 生涯
東京府東京市牛込区牛込払方町（現在の東京都新宿区払方町）出身。石鹸の製造販売業で財を成したが、父親の死後、家庭は没落した。1898年（明治31年）、桜井尋常小学校に入学。松井喜一校長に影響を受ける。
旧制早稲田中学校（現・早稲田中学校・高等学校）在学中に吉江喬松と出会い生涯の師と仰ぐ。吉江に箱根の修学旅行で文学で身を立てたいと打ち明け、激励を受ける。中学時代に英国人女性から英語を学んだ。明治末には、奈良英和学校（立教大学の姉妹校）の後進校で学ぶ。正則英語学校（現在の正則学園高等学校）にも通い、早稲田大学文学部英文科卒業。
早稲田大学在学中に日夏耿之介らと同人誌『聖盃』（のち『仮面』と改題）を刊行。三木露風の『未来』にも同人として参加し、1919年（大正8年）に自費出版した第一詩集『砂金』で象徴詩人としての地位を確立した。後にフランスへ留学しソルボンヌ大学でポール・ヴァレリーらと交遊、帰国後早稲田大学文学部文学科教授。
日中戦争が始まると他の従軍文士らとともに大陸に渡り、南京や漢口などの戦地に赴いた。また、日本文学報国会詩部会幹事長として戦争協力を行い、軍人援護強化運動として「起て一億」の作詞を担当した。
1943年（昭和18年）には早稲田大学時代の同級生・外池格次郎が当時町長を務めていた茨城県真壁郡下館町（後に下館市を経て、現・筑西市）に疎開。以後戦後まで下館を拠点としていた。
戦後は日本音楽著作権協会会長を務めた。1962年（昭和37年）、日本芸術院会員。
象徴詩の詩人としてだけではなく、歌謡曲の作詞家としても活躍し、佐藤千夜子が歌ったモダン東京の戯画ともいうべき「東京行進曲」、戦後の民主化の息吹を伝え藤山一郎の躍動感溢れる歌声でヒットした「青い山脈」、中国の異国情緒豊かな美しいメロディー「蘇州夜曲」、古賀政男の故郷風景ともいえる「誰か故郷を想わざる」「ゲイシャ・ワルツ」、村田英雄の男の演歌にして船村メロディーの傑作「王将」など無数のヒットを放った。
また、児童文芸誌『赤い鳥』などに多くの童謡を発表し、北原白秋と並んで大正期を代表する童謡詩人と称された。薄幸の童謡詩人・金子みすゞを最初に見出した人でもある。
1970年（昭和45年）8月12日、急性心不全のため世田谷区成城の自宅で死去。78歳没。戒名は詩泉院釈西條八十。墓所は千葉県松戸市に在る東京都立八柱霊園である。

## エピソード
- 名前は筆名ではなく、本名である。両親は、苦しいことがないようにと、「苦」に通じる「九」を抜いた「八」と「十」を用いて命名したらしい[4]。
- 早稲田大学の同じクラスには、後に文壇で活躍する植村宗一（直木三十五）、宮島新三郎、田中純、木村毅、青野季吉、細田源吉、細田民樹らがいた[5]。
- 長兄が放蕩者だったため、三男だったが家督相続人となった。長兄は家財を持ち出して芸者と駆け落ちし、さらに店の経営を任せていた支配人の横領まで発覚したため、西條家の財産や土地は全て借金の抵当に入れられていた[6]。大学生のときには、家族を養うために兜町の証券取引所に通い、株式投資で生活をしていた[7]。結婚後は、天麩羅屋経営で糊口をしのいでいた。
- 森村誠一の小説『人間の証明』の中で、『ぼくの帽子』（『コドモノクニ』）が引用された。1977年に映画化の際、引用されたセリフはキャッチコピーとして使われ、有名になった。なおテレビドラマは、5度製作放映された（2017年8月現在）。
- 1967年に作詞した「夕笛」は舟木一夫によって歌われ、最後のヒット曲となったが、三木露風の「ふるさとの」に酷似していたことから一時盗作騒ぎになった。八十は「露風本人の了解を得ていた」と弁明し、露風の遺族も特段異議を申し立てなかったため、真相不明のまま終息している。
- 担当編集者の回想に、宮田毬栄『追憶の作家たち』（文春新書、2004年）があり、第2章に晩年の八十が描かれている。著者は友人の詩人大木惇夫の次女である。
- 西條が『砂金』に収録した『トミノの地獄』という詩について、”この詩を声に出して朗読すると呪いに罹って死ぬ”という、いわゆる都市伝説が存在する。内容は「トミノ」という少年が地獄を旅するという内容で、これは西條が亡くなった父もしくは妹に奉げる為に書いたとされるが詳しいことは不明。
- 政治家の佐藤栄作・寛子夫妻とは懇意の仲であり、両家の別荘があった軽井沢では、毎夏ともに過ごすほどであった[8]。なかでも寛子夫人とは、借家住まいの頃の大家が寛子の叔父であった縁から長い付き合いであった[9]。

## 主な著作
- 『西條八十全集』 全17巻、国書刊行会、1991年-2007年。

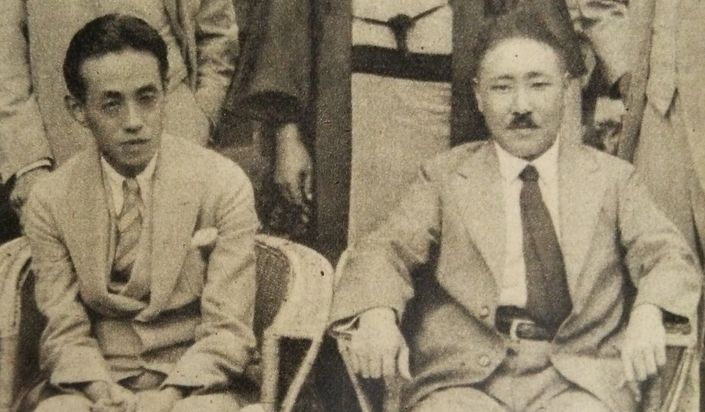
中山晋平（右）とともに（1931年、熱海）

- 『西條八十著作目録・年譜』中央公論事業出版、1972年。同刊行委員会・西條八束編
  - 『西條八十全集 別巻 著作目録・年譜』全集編集委員 編、国書刊行会、2014年。ISBN 4336033188

### 研究書・著作
- 『アルチュール・ランボオ研究』中央公論社、1967年。
- 『西條八十自伝　唄の自叙伝』日本図書センターで再刊〈人間の記録29〉、1997年。
- 『女妖記』中公文庫で再刊、2008年。自伝的小説集

### 詩集（象徴詩・純粋詩）
- 『砂金』自費出版、1919年。（復刻：日本図書センター、2004年）
- 『見知らぬ愛人』1922年。
- 『美しき喪失』1929年。
- 『一握の玻璃』1947年。

### 詩集（その他）
- 『空の羊』
- 『少女純情詩集』国書刊行会で復刻、1984年。
- 『水色の夢』
- 『西條八十詩集』角川春樹事務所、ハルキ文庫で再刊、2004年。ISBN 4758430942。

### 訳詩集
- 『白孔雀』1920年。（岩波文庫で再刊、2013年10月）
- 水谷まさる共訳『世界童謡集』1924年。（冨山房百科文庫で再刊、1991年）

### 童謡
- 『かなりあ』（『赤い鳥』1918年11月号）（作曲：成田為三、1919年）
- 『お山の大将』（『赤い鳥』1920年9月号）（作曲：本居長世、1921年）
- 『お月さん』（作曲：本居長世、1922年）
- 『肩たたき』（作曲：中山晋平、1923年）
- 『まりと殿様』 (毬と殿様) （作曲：中山晋平、1929年）
- 『水たまり』（作曲：大和田愛羅、1930年）
- 『おみやげ三つ』（作曲：中山晋平、1931年）
- 『西條八十　名作童謡西条八十…100選』、上田信道編（春陽堂書店、2005年）

### 歌謡曲（流行歌）
- 「当世銀座節」（作曲：中山晋平、歌唱：佐藤千夜子、1928年）
- 「お菓子と娘」（作曲：橋本国彦、1929年）
- 「東京行進曲」（作曲：中山晋平、歌唱：佐藤千夜子、1929年）
- 「鞠と殿さま」（作曲：中山晋平、歌唱：平井英子、1929年）
- 「愛して頂戴」（作曲：中山晋平、歌唱：佐藤千夜子、1929年）
- 「唐人お吉の唄（明烏編）」（作曲：中山晋平、歌唱：藤本二三吉、1930年）
- 「アラその瞬間よ」（作曲：松下庄三郎、歌唱：藤野豊子、1930年）[注釈 1]
- 「この太陽」（作曲：中山晋平、歌唱：佐藤千夜子、1930年）
- 「女給の唄」（作曲：塩尻精八、歌唱：羽衣歌子、1931年）
- 「侍ニッポン」（作曲：松平信博、歌唱：徳山璉、1931年）
- 「ルンペン節」（作曲：松平信博、歌唱：徳山璉、1931年）
- 「わたしこの頃変なのよ」（作曲：町田嘉章、歌唱：四家文子、1931年）
- 「銀座の柳」（作曲：中山晋平、歌唱：四家文子、1932年）
- 「天國に結ぶ戀」（作曲：松平信博、歌唱：徳山璉・四家文子、1932年）
- 「涙の渡り鳥」（作曲：佐々木俊一、歌唱：小林千代子、1932年）
- 「あの尾根越えて」（作曲：中山晋平、歌唱：藤田正夫、1932年）
- 「恋は海辺で」（作曲：萱間三平、歌唱：渡辺光子、1932年）
- 「東京音頭」（作曲：中山晋平、歌唱：小唄勝太郎・三島一声、1933年）
- 「佐渡を想えば」（作曲：佐々木俊一、歌唱：小唄勝太郎、1933年）
- 「サーカスの唄」（作曲：古賀政男、歌唱：松平晃、1933年）
- 「来る来るサーカス」（作曲：古賀政男、歌唱：淡谷のり子、1933年）
- 「十九の春」（作曲：江口夜詩、歌唱：ミス・コロムビア（松原操）、1933年）
- 「祖国の護り」（作曲：村越国保、歌唱：小野巡、1934年）
- 「勝太郎子守唄」（作曲：佐々木俊一、歌唱：小唄勝太郎、1936年）
- 「花言葉の唄」（作曲：池田不二男、歌唱：松平晃・伏見信子、1936年）
- 「ミス仙台」（『乙女十九』の元歌、作曲：古関裕而、歌唱：二葉あき子、1936年）
- 「戦友の唄」（『同期の桜』の元歌、作曲：大村能章、歌唱：樋口静雄、1938年）
- 「旅の夜風」（作曲：万城目正、歌唱：霧島昇・ミス・コロムビア、1938年）
- 「悲しき子守唄」（作曲：竹岡信幸、歌唱：ミス・コロムビア、1938年）
- 「支那の夜」（作曲：竹岡信幸、歌唱：渡辺はま子、1938年）
- 「憧れの荒鷲」（作曲：古関裕而、歌唱：ミス・コロムビア、二葉あき子、松平晃、1938年）
- 「巨人軍の歌（野球の王者）」（作曲：古関裕而、歌唱：伊藤久男、1939年）
- 「東京ブルース」（作曲：服部良一、歌唱：淡谷のり子、1939年）
- 「純情二重奏」（作曲：万城目正、歌唱：霧島昇・高峰三枝子、1939年）
- 「荒鷲慕いて」（作曲：古関裕而、歌唱：松平晃、松原操、二葉あき子、香取みほ子、渡辺はま子、1939年）
- 「よくぞ送って下さった斎藤大使遺骨礼送に対し米国へ寄せる感謝の歌」（作曲：古関裕而、歌唱：瀬川伸、1939年）
- 「誰か故郷を想わざる」（作曲：古賀政男、歌唱：霧島昇、1940年）
- 「春よいずこ」（作曲：古賀政男、歌唱：藤山一郎・二葉あき子、1940年）
- 「お島千太郎旅唄」（作曲：奥山貞吉、歌唱：伊藤久男・二葉あき子、1940年）
- 「熱砂の誓い（建設の歌）」（作曲：古賀政男、歌唱：伊藤久男、1940年）
- 「蘇州夜曲」（作曲：服部良一、歌唱：霧島昇・渡辺はま子、1940年）
- 「愛馬花嫁」（作曲：万城目正、歌唱：ミス・コロムビア・菊池章子・渡辺はま子、1940年）
- 「蘇州の夜」（作曲：仁木他喜雄、歌唱：李香蘭、1941年）
- 「乙女の祈り」（作曲：伊藤宣二、歌唱：李香蘭、1941年）
- 「そうだその意気（国民総意の歌）」（作曲：古賀政男、歌唱：霧島昇・松原操・李香蘭、1941年）
- 「みんな揃って翼賛だ」（作曲：古関裕而、歌唱：霧島昇、松原操、高橋祐子、1941年）
- 「総進軍の鐘は鳴る」（作曲：古賀政男、1941年）
- 「打倒米英」（作曲：古賀政男、歌唱：霧島昇、1942年）
- 「壮烈特別攻撃隊」（作曲：山田耕作、1942年）
- 「陥としたぞシンガポール」（作曲：古賀政男、歌唱：霧島昇、1942年）
- 「空の軍神」（作曲：古関裕而、歌唱：藤山一郎、1942年）
- 「高原の月」（作曲：仁木他喜雄、歌唱：霧島昇・二葉あき子、1942年）
- 「雨の夜の花」（作曲：鄧雨賢、歌唱：渡辺はま子、1942年）
- 「大航空の歌」（作曲：佐々木俊一、1943年）
- 「若鷲の歌（予科練の歌）」（作曲：古関裕而、歌唱：霧島昇・波平暁男、1943年）
- 「風は海から」（作曲：服部良一、歌唱：渡辺はま子、1943年）
- 「湖畔の乙女」（作曲：早乙女光、歌唱：菊池章子、1943年）
- 「麗人の歌」（作曲：古賀政男、歌唱：霧島昇、1946年）
- 「悲しき竹笛」（作曲：古賀政男、歌唱：近江俊郎・奈良光枝、1946年）
- 「ワカラン・ソング」（作曲：古賀政男、歌唱：高倉敏・近江俊郎・渡辺一恵、1946年）
- 「旅の舞姫」（作曲：古賀政男、歌唱：霧島昇、1947年）
- 「三百六十五夜」（作曲：古賀政男、歌唱：霧島昇・松原操、1948年）
- 「恋の曼珠沙華」（作曲：古賀政男、歌唱：二葉あき子、1948年）
- 「トンコ節」（作曲：古賀政男、歌唱：久保幸江・加藤雅夫、1949年）
- 「青い山脈」（作曲：服部良一、歌唱：藤山一郎・奈良光枝、1949年）
- 「花の素顔」（作曲：服部良一、歌唱：藤山一郎、1949年）
- 「山のかなたに」（作曲：服部良一、歌唱：藤山一郎、1950年）
- 「赤い靴のタンゴ」（作曲：古賀政男、歌唱：奈良光枝、1950年）
- 「越後獅子の唄」（作曲：万城目正、歌唱：美空ひばり、1950年）
- 「角兵衛獅子の唄」（作曲：万城目正、歌唱：美空ひばり、1951年）
- 「こんな私じゃなかったに」（作曲：古賀政男、歌唱：神楽坂はん子、1952年）
- 「娘十九はまだ純情よ」（作曲：上原げんと、歌唱：コロムビア・ローズ、1952年）
- 「ゲイシャ・ワルツ」（作曲：古賀政男、歌唱：神楽坂はん子、1952年）
- 「丘は花ざかり」（作曲：服部良一、歌唱：藤山一郎、1952年）
- 「伊豆の佐太郎」（作曲：上原げんと、歌唱：高田浩吉、1952年）
- 「ひめゆりの塔」（作曲：古関裕而、歌唱：伊藤久男、1953年）
- 「哀愁日記」（作曲：万城目正、歌唱：コロムビア・ローズ、1954年）
- 「白鷺三味線」（作曲：上原げんと、歌唱：高田浩吉、1955年）
- 「ピレネエの山の男」（作曲：古賀政男、歌唱：岡本敦郎、1955年）
- 「この世の花」（作曲：万城目正、歌唱：島倉千代子、1955年）
- 「りんどう峠」（作曲：古賀政男、歌唱：島倉千代子、1955年）
- 「娘船頭さん」（作曲：古賀政男、歌唱：美空ひばり、1955年）
- 「あゝ藤原湖」（作曲：古関裕而、歌唱：伊藤久男・奈良光枝、1955年）
- 「別れたっていいじゃないか」（作曲：上原げんと、歌唱：神戸一郎、1956年）
- 「しあわせはどこに」（作曲：万城目正、歌唱：コロムビア・ローズ、1956年）
- 「王将」（作曲：船村徹、歌唱：村田英雄、1961年）
- 「さあさ踊ろよ」(作曲：市川昭介、歌唱：舟木一夫・青山和子・草野士郎、コロムビア・ローズ・本間千代子、1964年)
- 「花咲く乙女たち」（作曲：遠藤実、歌唱：舟木一夫、1964年)
- 「絶唱」（作曲：市川昭介、歌唱：舟木一夫、1966年）
- 「夕笛」（作曲：船村徹、歌唱：舟木一夫、1967年）
- 「芸道一代」（作曲：山本丈晴、歌唱：美空ひばり、1967年）
- 「オレは坊っちゃん」（作曲：船村徹、歌唱：舟木一夫、1968年）
- 「銀色の恋」（作曲：桜田せい一、歌唱：舟木一夫、1968年）
- 「京の恋唄」（作曲：竹岡信幸、歌唱：舟木一夫、1969年）
- 「日本の四季 舟木一夫 西條八十の世界を歌う」（組曲アルバム、歌唱：舟木一夫、1972年）
- 「乙女はいつか星になる」
  - 西條八十の遺作に西田陽一が作曲したもので、1972年、ツームストーンズ（メンバー：川崎弘、尾崎高志、佐々木久美子、司寛）の歌で、自主制作による限定盤シングル（オーミック N-501）として発売。
  - 1985年発売の乙女隊がデビューシングルとして上記の曲をカバー。その後1993年に「西条八十生誕100周年記念曲」として飛鳥あおい（元乙女隊の松原あかねが改名）がカバーしている（作曲者としてクレジットされている牧奈一慶は西田陽一の別名）。
- 「人間の証明のテーマ」（作曲：大野雄二、歌唱：ジョー山中、1977年）
  - 映画「人間の証明」のテーマ曲。西條八十の「帽子」の原詩を角川春樹が英訳し、ジョー山中が歌詞に仕立てて歌った。作中、劇中にも西條の詩集と「帽子」は重要なアイテムとして登場している。
- 「ルンペン節」「天國に結ぶ戀」　この2作は「柳水巴」作詞とされているが、これは西條八十の変名である。

### 小説
1924年（大正13年）3月「少女倶楽部」読みきり『はかなき誓』から、1960年（昭和35年）11月『なかよし』連載『笛をふく影』まで、少女雑誌に多くの少女小説を連載し、多く刊行され大人気を博した。※外部リンク「西條八十児童小説リスト」「西条八十児童小説データ」参照
- 『人食いバラ』 ゆまに書房（復刻）、2003年、解説唐沢俊一。ISBN 4-8433-0734-3[10]
- 『西條八十集 人食いバラ 他三篇』 〈少年少女奇想ミステリ王国1〉戎光祥出版、2018年。芦辺拓編。ISBN 978-4-86403-280-3[11]
- 『あらしの白ばと』河出書房新社（復刻）、2023年、芦辺拓編。ISBN 978-4-309-03119-4[12]

### 校歌・社歌
「西條八十全集 第10巻」（歌謡・民謡3／社歌・校歌）収録作品
- 『早稲田中学校・高等学校第二校歌』（西條自身の母校の校歌である）
- 『登別市立登別温泉小学校（北海道）校歌』
- 『横浜市立大学校歌』
- 『横浜市立鶴見工業高等学校校歌』
- 『藤沢市立藤沢小学校校歌』
- 『富山県立富山中部高等学校校歌』
- 『茨城県立下館第一高等学校校歌』
- 『富山県立桜井高等学校校歌』
- 『日出学園園歌』
- 『姫路市立琴丘高等学校校歌』
- 『岡山県立倉敷工業高等学校校歌』
- 『高岡市国吉小学校校歌』
- 『北海道立北海道池田高等学校校歌』
- 『小松島市立小松島中学校校歌』
- 『兵庫県立加古川西高等学校校歌』
- 『練馬区立石神井東小学校校歌』
- 『世田谷区立経堂小学校校歌』（作品名：みどりあかるい）
- 『私立桜丘中学・高等学校校歌』
- 『近江実習工業学校校歌』
- 『平和生命保険株式会社社歌』
- 『福岡市立高宮小学校校歌』
- 『福島県立平商業高等学校校歌』
- 『下関市立彦島中学校校歌』

未収録作品には、
- 『明治大学校歌』（「児玉花外」作詞とされているが、西條が大幅に加筆改作を行っている）[13][14]
- 『品川区立第三日野小学校校歌』
- 『町田第一小学校校歌』
- 『中島飛行機半田製作所々歌』
- 『いわき市立久之浜第一小学校校歌』
- 『葛飾区立新宿中学校校歌』
- 『秋田市立秋田北中学校校歌』
- 『板橋区立第二中学校校歌』
- 『大多喜町立大多喜小学校校歌』
- 『山喜株式会社社歌』
- 『北海道小清水町立小清水中学校校歌』
- 『青梅市立第四小学校校歌』
- 『喜多方市立第二小学校校歌』
- 『常総市立水海道中学校校歌』
- 『茨城県立取手第二高等学校校歌』
- 『足利学園高等学校(現白鷗大学足利中学校・高等学校)校歌』
- 『鶴岡市立鶴岡第一中学校校歌』1949年制定（1981年統合合併前まで）
- 『市川市立宮田小学校校歌』（作曲：芥川也寸志）

### 軍歌・戦時歌謡
- 『憧れの荒鷲』
- 『荒鷲慕いて』
- 『総進軍の鐘は鳴る』
- 『打倒米英』
- 『壮烈特別攻撃隊』
- 『空の軍神』
- 『陥としたぞシンガポール』
- 『若鷲の歌』
- 『同期の桜』
- 『戦友の唄（二輪の桜）』
- 『さくら進軍』
- 『大航空の歌』
- 『比島決戦の歌』
- 『決戦の大空へ』
- 『乙女の戦士』
- 『そうだその意気』
- 『祖国の護り』
- 『学徒進軍歌』
- 『ああ梅林中尉』

## 伝記
- 上村直己 『西條八十とその周辺　論考と資料』（近代文芸社 2003年）
- 吉川潮『流行歌 西條八十物語』（新潮社、2004年） ISBN 410-4118044
  - 評伝小説、第18回尾崎秀樹記念・大衆文学賞（評論・伝記部門）を受賞。ちくま文庫（2011年）で再刊
- 斎藤憐『ジャズで踊ってリキュルで更けて 昭和不良伝 西條八十』（岩波書店、2004年） ISBN 4-00-023404-8
- 斎藤憐 『カナリア　西條八十物語』（而立書房、2000年）
- 筒井清忠『西條八十』（中公叢書、2005年） ISBN 412-0036235。新版・中公文庫、2008年 ISBN 412-2050855
- 筒井清忠ほか『西條八十と昭和の時代』（ウェッジ選書、2005年） ISBN 490-0594849
- 西條嫩子『父西條八十』（中公文庫、1978年）
  - 新編版 『〈かなりや〉をつくった西條八十　父西條八十』（ゆまに書房、1998年）
- 西條嫩子[注釈 2]『父西條八十は私の白鳥だった』 （集英社文庫 1990年）
- 西條八束『父・西條八十の横顔』（西條八峯編、風媒社、2011年）